# Linia kolejowa Nürnberg – Bamberg
Linia kolejowa Norymberga-Bamberg – niemiecka linia kolejowa łącząca Norymbergę z Bamberg przez Fürth, Erlangen, Forchheim, w Bawarii. Jest to północna część linii Ludwig-Süd-Nord-Bahn. Jest to jeden z ważniejszych szlaków komunikacyjnych wzdłuż doliny Regnitz. Od zjednoczenia Niemiec stała się ważną linią w połączeniach dalekobieżnych. Po otwarciu szybkiej kolei Norymberga-Erfurt planowany jest wzrost ruchu na linii.